# Walter Tysall
Walter Tysall (Birmingham, 1880 — Ashton-on-Ribble, 1955) foi um ginasta inglês que competiu em provas de ginástica artística.
Tysall é o detentor de uma medalha olímpica, de prata, conquistada nos Jogos Olímpicos de Londres, em 1908. Na prova do individual geral, a única que disputou em sua primeira e última edição desta competição, saiu-se medalhista de prata, após ser superado pelo italiano Alberto Braglia, vencedor do evento.